# Secukinumab
Secukinumab (Handelsname Cosentyx) ist ein Arzneistoff aus der Gruppe der krankheitsmodifizierenden Antirheumatika (DMARDs). Es wird als Basistherapie zur Behandlung verschiedener Autoimmunerkrankungen eingesetzt, um sowohl die Symptome zu lindern als auch den Krankheitsverlauf zu verlangsamen. Hierzu gehören die Schuppenflechte (Plaque-Psoriasis und Psoriasis-Arthritis), die axiale Spondyloarthritis und die juvenile idiopathische Arthritis. Zur Behandlung mancher dieser Erkrankungen kann Secukinumab mit Methotrexat kombiniert werden. Secukinumab wird mittels Injektion in die Unterhaut (subkutan) verabreicht. Es ist ein monoklonaler Antikörper, der den Botenstoff Interleukin-17A (IL-17A) neutralisiert und dadurch bestimmte Entzündungs-, Immun- und Autoimmunreaktionen im Körper vermindert. In der EU ist Secukinumab seit 2015 zur Behandlung zugelassen. Inhaber der Zulassung ist die Firma Novartis.

## Klinische Angaben

### Anwendungsgebiete
Secukinumab ist in der EU und der Schweiz mit Stand Juli 2022 indiziert zur Behandlung:
- der Plaque-Psoriasis (PsO) bei Erwachsenen sowie bei Kindern und Jugendlichen ab einem Alter von 6 Jahren mit mittelschwerer bis schwerer Plaque-Psoriasis, für die eine systemische Therapie in Frage kommt (in der Schweiz: nur wenn sie auf andere systemische Therapien einschließlich Ciclosporin, Methotrexat oder PUVA nicht angesprochen haben, wenn diese Therapien kontraindiziert sind oder wenn sie diese Therapien nicht tolerieren)
- der Psoriasis-Arthritis (PsA) allein oder in Kombination mit Methotrexat (MTX) bei Erwachsenen mit aktiver Psoriasis-Arthritis, wenn das Ansprechen auf eine vorhergehende Therapie mit krankheitsmodifizierenden Antirheumatika (DMARD) unzureichend gewesen ist
- der juvenilen idiopathischen Arthritis (JIA) in Form einer Enthesitis-assoziierten Arthritis (EAA) oder einer juvenilen Psoriasis-Arthritis (JPsA) allein oder in Kombination mit Methotrexat (MTX) bei Kindern ab 6 Jahren, deren Erkrankung unzureichend auf eine konventionelle Therapie angesprochen hat oder die diese nicht vertragen (bislang nur in der EU zugelassen)
- der axialen Spondyloarthritis (axSpA); in der Schweiz jeweils nur bei schwerer axSpA
  - bei Erwachsenen mit aktiver ankylosierender Spondylitis (AS; Morbus Bechterew, röntgenologische axiale Spondyloarthritis) und unzureichendem Ansprechen auf eine konventionelle Therapie
  - bei Erwachsenen mit aktiver nicht-röntgenologischer axialer Spondyloarthritis (nr-axSpA) mit objektiven Anzeichen der Entzündung, angezeigt durch erhöhtes C-reaktives Protein (CRP) und/oder Nachweis durch Magnetresonanztomographie (MRT), und unzureichendem Ansprechen auf nichtsteroidale Antirheumatika (NSAR)

In all diesen Anwendungsgebieten ist Secukinumab eine zugelassene und wirksame Behandlungsmöglichkeit. Es bestehen jedoch Unterschiede hinsichtlich alternativer Behandlungsmöglichkeiten. Medizinische Leitlinien und die Bewertung von Medikamenten im Rahmen von Health Technology Assessment (in Deutschland u. a. in Form der sog. frühen Nutzenbewertung) betrachten verfügbare Behandlungsmöglichkeiten im Vergleich miteinander. Die folgenden Abschnitte fassen Informationen aus Zulassung, Leitlinienempfehlungen und Nutzenbewertung zu Secukinumab für die verschiedenen Anwendungsgebiete zusammen.

#### Plaque-Psoriasis bei Erwachsenen
Die Behandlung der mittelschweren bis schweren Plaque-Psoriasis bei Erwachsenen, für die eine systemische Therapie in Frage kommt, war das erste zugelassene Anwendungsgebiet von Secukinumab in der EU. Die Zulassung erfolgt im Jahr 2015 auf Grundlage mehrerer klinischer Studien zum Vergleich von Secukinumab gegenüber Placebo und gegenüber Etanercept sowie zur Dosierung und zur Darreichungsform. Die Wirksamkeit wurde anhand des PASI-Scores bestimmt, der die Hautsymptome der Psoriasis (Ausdehnung und Schweregrad) beschreibt. In den Studien wurde gezeigt, dass Secukinumab nach 12 Behandlungswochen bei signifikant mehr Patienten zu einer bedeutsamen Verbesserung der Hautsymptome führte als Placebo oder Etanercept.
Die deutsche S3-Leitlinie zur Therapie der Psoriasis vulgaris empfiehlt Secukinumab als eine von mehreren alternativen Behandlungsoptionen (verschiedene bDMARDs, darunter TNF-Blocker und IL-17A- und IL-23-Inhibitoren) zur Therapie der mittelschweren oder schweren Psoriasis vulgaris (Plaque-Psoriasis) in bestimmten Situationen:
- als ein mögliches Mittel der ersten Wahl (Erstlinientherapie), wenn konventionelle Therapien keinen ausreichenden Therapieerfolg erwarten lassen, z. B. bei besonders schwerer Ausprägung oder rascher Verschlechterung, bei besonders hoher Beeinträchtigung der Lebensqualität oder bei Beteiligung der Nägel, des Genitalbereichs oder der Kopfhaut
- als ein mögliches Mittel der zweiten Wahl (Zweitlinientherapie) bei nicht ausreichendem Therapieerfolg, Unverträglichkeit oder Kontraindikation einer Therapie mit Acitretin, Ciclosporin, Fumarat, Methotrexat oder einer Phototherapie (z. B. PUVA)

In einem Vergleich verschiedener Wirkstoffe zur Behandlung der Psoriasis im Rahmen einer Netzwerk-Metaanalyse der Cochrane Collaboration wurde gezeigt, dass eine Behandlung mit Secukinumab oder bestimmten anderen Wirkstoffen (Bimekizumab, Brodalumab, Infliximab, Ixekizumab, Guselkumab oder Risankizumab) signifikant wirksamer ist als eine Behandlung mit Ustekinumab oder den TNF-Blockern Adalimumab, Certolizumab und Etanercept.
Im Rahmen der frühen Nutzenbewertung wurde für Secukinumab im Vergleich zu Fumarsäureester (sowie indirekt Ciclosporin, Methotrexat oder Phototherapie) auf Grundlage der Studie PRIME ein Hinweis auf einen beträchtlichen Zusatznutzen festgestellt. Grund dafür waren die Verbesserung der Hautsymptome und der Lebensqualität sowie das Auftreten von deutlich weniger Nebenwirkungen unter Secukinumab.

#### Plaque-Psoriasis bei Kindern und Jugendlichen
Zur Behandlung der mittelschweren bis schweren Plaque-Psoriasis bei Kindern und Jugendlichen ab einem Alter von 6 Jahren, für die eine systemische Therapie in Frage kommt, wurde Secukinumab in der EU im Juli 2020 zugelassen. Grundlage der Zulassung waren die klinischen Studien A2310 und A2311 zum Vergleich von Secukinumab gegenüber Placebo und Etanercept. In den Studien wurde gezeigt, dass Secukinumab nach 12 Behandlungswochen bei signifikant mehr Patienten zu einer bedeutsamen Verbesserung der Hautsymptome führte als Placebo oder Etanercept. Der Vergleich gegenüber Etanercept wurde für 52 Wochen fortgeführt, und auch nach diesem Zeitraum führte Secukinumab bei mehr Patienten zu einer bedeutsamen Verbesserung.
Die deutsche S2k-Leitlinie zur Therapie der Psoriasis bei Kindern und Jugendlichen empfiehlt Secukinumab als eine von mehreren alternativen Behandlungsoptionen (Adalimumab, Secukinumab oder Ixekizumab) als Mittel der ersten Wahl zur Therapie der mittelschweren oder schweren Psoriasis vulgaris (Plaque-Psoriasis) bei Kindern ab einem Alter von 6 Jahren.
Im Rahmen der frühen Nutzenbewertung wurde für Secukinumab im Vergleich zu Etanercept (sowie indirekt Adalimumab oder Ustekinumab) auf Grundlage der Studie A2310 ein Anhaltspunkt für einen geringen Zusatznutzen festgestellt. Grund dafür war die Verbesserung der Hautsymptome unter Secukinumab, während in Bezug auf Lebensqualität und Nebenwirkungen keine Unterschiede festgestellt wurden.

#### Psoriasis-Arthritis
Zur Behandlung der aktiven Psoriasis-Arthritis allein oder in Kombination mit Methotrexat wurde Secukinumab in der EU im November 2015 zugelassen. Grundlage der Zulassung waren die klinischen Studien FUTURE 1 und FUTURE 2 zum Vergleich von Secukinumab gegenüber Placebo. Die Wirksamkeit wurde anhand des ACS-Scores bestimmt, der die Symptome der Arthritis in den Gelenken (Entzündung, Schmerzen und Einschränkungen) beschreibt. In den Studien wurde gezeigt, dass Secukinumab bei signifikant mehr Patienten zu einer bedeutsamen Verbesserung der Symptome führte als Placebo.
Eine deutsche Leitlinie zur Behandlung der Psoriasis-Arthritis gibt es gegenwärtig noch nicht, die Erstellung ist jedoch bis Ende 2022 geplant. Die entsprechende europäische Leitlinie sieht Secukinumab als eine mögliche Behandlungsoption bei bestimmten Patienten mit Psoriasis-Arthritis und relevanter Hautbeteiligung (d. h. Plaque-Psoriasis).
Im Rahmen der frühen Nutzenbewertung wurde Secukinumab zur Behandlung der aktiven Psoriasis-Arthritis bei Erwachsenen, die auf eine vorangegangene DMARD-Therapie unzureichend angesprochen oder diese nicht vertragen haben, in drei verschiedenen Situationen bewertet:
- bei gleichzeitiger mittelschwerer bis schwerer Plaque-Psoriasis wurde ein Hinweis auf einen geringen Zusatznutzen im Vergleich zu Adalimumab (sowie indirekt Certolizumab, Etanercept, Golimumab, Infliximab, Ixekizumab oder Ustekinumab) festgestellt. Grund für diese Entscheidung war eine Verbesserung der Hautsymptomatik sowie der Lebensqualität, während in Bezug auf die Symptome der Psoriasis-Arthritis keine Unterschiede zwischen den Wirkstoffen festgestellt wurden. Die Grundlage der Bewertung waren die Ergebnisse der Studie EXCEED 1[25].
- ohne gleichzeitige mittelschwere bis schwere Plaque-Psoriasis hingegen wurde im Vergleich zu den oben genannten Wirkstoffen kein Zusatznutzen festgestellt, da keine geeigneten Daten vorlagen.
- wenn es sich bei der vorangegangenen DMARD-Therapie um ein bDMARD handelte, wurde bei einem Wechsel zu Secukinumab im Vergleich zum Wechsel zu einem der oben genannten Wirkstoffe ebenfalls kein Zusatznutzen festgestellt, da ebenfalls keine geeigneten Daten vorlagen.

#### Juvenile idiopathische Arthritis
Zur Behandlung der juvenilen idiopathischen Arthritis ein Form einer Enthesitis-assoziierten Arthritis oder einer juvenilen Psoriasis-Arthritis bei Kindern ab 6 Jahren wurde Secukinumab in der EU im Juni 2022 zugelassen. Zur Behandlung dieser Erkrankungen kann Secukinumab allein oder in Kombination mit Methotrexat eingesetzt werden. Grundlage der Zulassung war die klinische Studie  F2304 mit 86 Patienten, in der Secukinumab mit einem Placebo verglichen wurde. Die Wirksamkeit wurde anhand der Zeit bis zum Auftreten eines Krankheitsschubs untersucht. In der Studie wurde gezeigt, dass Secukinumab die Zeit bis zum Auftreten eines Schubs deutlich verlängerte.
Die aktuelle deutsche S2k-Leitlinie zur Therapie der juvenilen idiopathischen Arthritis wurde zuletzt im Jahr 2019 aktualisiert, also bevor Secukinumab in diesem Anwendungsgebiet zugelassen wurde.
Das Ergebnis der Nutzenbewertung in diesem Anwendungsgebiet wird Anfang Januar 2023 erwartet.

#### Röntgenologische axiale Spondyloarthritis
Zur Behandlung der aktiven röntgenologischen axialen Spondyloarthritis (Morbus Bechterew, ankylosierende Spondylitis) wurde Secukinumab in der EU im November 2015 zugelassen. Grundlage der Zulassung waren die klinischen Studien MEASURE 1 und MEASURE 2 zum Vergleich von Secukinumab gegenüber Placebo. Die Wirksamkeit wurde anhand der ASAS-Kriterien bestimmt, welche die Symptome der Arthritis in den Gelenken (Entzündung, Schmerzen und Einschränkungen) beschreiben. In den Studien wurde gezeigt, dass Secukinumab bei signifikant mehr Patienten zu einer bedeutsamen Verbesserung der Symptome führte als Placebo.
Die deutsche S3-Leitlinie zur Therapie der axialen Spondyloarthritis inklusive Morbus Bechterew und Frühformen empfiehlt Secukinumab als eine von mehreren alternativen Behandlungsoptionen (verschiedene bDMARDs: TNF-Blocker und IL-17A-Inhibitoren) zur Therapie der axialen Spondyloarthritis bei persistierend hoher entzündlicher Krankheitsaktivität und unzureichendem Ansprechen auf eine NSAR-Therapie oder Unverträglichkeit von NSAR. Jedoch soll bei bestimmten Manifestationen, insbesondere bei Vorliegen einer Uveitis, einer chronisch-entzündlichen Darmerkrankung oder einer Psoriasis, die unterschiedliche Effektivität der verschiedenen Wirkstoffe auf diese Manifestationen beachtet werden. Secukinumab hat gemäß Leitlinie eine exzellente Wirksamkeit in Bezug auf Psoriasis, jedoch keine Wirksamkeit in Bezug auf eine akute anteriore Uveitis oder eine chronisch-entzündlichen Darmerkrankung.
Im Rahmen der frühen Nutzenbewertung sollte Secukinumab zur Behandlung der aktiven ankylosierenden Spondylitis bei Erwachsenen, die auf eine konventionelle Therapie unzureichend angesprochen haben, mit einem TNF-Blocker (Adalimumab, Etanercept, Infliximab oder Golimumab) verglichen werden. Es lagen hierzu jedoch keine Daten aus Studien vor, ein Vergleich war somit nicht möglich. Daher ist für Secukinumab gegenüber diesen Wirkstoffen ein Zusatznutzen nicht belegt.

#### Nicht-röntgenologische axiale Spondyloarthritis
Zur Behandlung der aktiven nicht-röntgenologischen axialen Spondyloarthritis (nr-axSpA) wurde Secukinumab in der EU im April 2020 zugelassen. Grundlage der Zulassung war die klinische Studie PREVENT zum Vergleich von Secukinumab gegenüber Placebo. In der Studie wurde gezeigt, dass Secukinumab bei signifikant mehr Patienten zu einer bedeutsamen Verbesserung der Symptome führte als Placebo.
Wie oben im Abschnitt zur röntgenologische axialen Spondyloarthritis beschrieben, empfiehlt die deutsche S3-Leitlinie zur Therapie der axialen Spondyloarthritis verschiedene bDMARDs (TNF-Blocker und IL-17A-Inhibitoren wie Secukinumab) als Behandlungsoptionen in bestimmten Situationen. Zur Behandlung der nr-axSpA war Secukinumab zum Zeitpunkt der Erstellung der Leitlinie noch nicht zugelassen.
Im Rahmen der frühen Nutzenbewertung sollte Secukinumab zur Behandlung der aktiven nicht-röntgenologischen axialen Spondyloarthritis mit objektiven Anzeichen einer Entzündung bei Erwachsenen, die unzureichend auf NSAR angesprochen haben, mit einem TNF-Blocker (Adalimumab, Certolizumab, Etanercept oder Golimumab) verglichen werden. Es lagen hierzu jedoch keine Daten aus Studien vor, ein Vergleich war somit nicht möglich. Daher ist für Secukinumab gegenüber diesen Wirkstoffen ein Zusatznutzen nicht belegt.

### Art und Dauer der Anwendung
Secukinumab wird als subkutane Injektion verabreicht. Diese muss nicht durch einen Arzt erfolgen, sondern die Patienten können sich Secukinumab selbst injizieren oder ggf. von einer Betreuungsperson injiziert bekommen. Eine Injektion in Hautbereiche, die von Psoriasis betroffen sind, sollte wenn möglich vermieden werden.
In den ersten fünf Wochen der Behandlung wird Secukinumab wöchentlich verabreicht, danach monatlich. In der Regel wird ein klinisches Ansprechen auf die Behandlung innerhalb von 16 Wochen erzielt. Wenn dies nicht der Fall ist, sollte erwogen werden, die Behandlung abzusetzen. Bei manchen Patienten mit zunächst unvollständigem Ansprechen kommt es jedoch im Verlauf bei Fortführung der Behandlung über 16 Wochen hinaus zu Verbesserungen.

### Nebenwirkungen
Eine typische und häufige Nebenwirkung von Secukinumab sind Infektionen, insbesondere Pilzinfektionen (Candidosen) der Haut und Schleimhaut sowie Infektionen der oberen Atemwege (am häufigsten der Nasen- und Rachen-Schleimhaut). Bei den meisten Infektionen handelt es sich um leichte bis mittelschwere Fälle, die kein Absetzen von Secukinumab erfordern und die gut behandelt werden können. Etwa bei der Hälfte aller Patienten kommt es im Verlauf der Behandlung zu einer Infektion. Schwerwiegende Infektionen traten in klinischen Studien bei etwa 1,2 % der Patienten auf. Grund für das erhöhte Infektionsrisiko ist die immunsuppressive Wirkung von Secukinumab auf Immunreaktionen, die durch IL-17A vermittelt werden. Diese spielen nicht nur bei Autoimmunerkrankungen eine Rolle, sondern u. a. auch bei der Immunabwehr von Pilzinfektionen.
Neutropenie ist eine seltene Nebenwirkung von Secukinumab. Die meisten Fälle von Neutropenie in klinischen Studien zu Secukinumab waren mild, vorübergehend und reversibel. Schwerwiegende Nebenwirkungen wie lebensbedrohliche Neutropenien oder anaphylaktische Reaktionen wurden in klinischen Studien selten beobachtet.
Es wurden Fälle von Neuauftreten oder Verschlimmerung einer chronisch-entzündlicher Darmerkrankungen wie Colitis ulcerosa und Morbus Crohn unter Secukinumab berichtet. Daher wird die Behandlung mit Secukinumab für Patienten mit bereits bestehender chronisch-entzündlicher Darmerkrankung nicht empfohlen. Im klinischen Studienprogramm zu Secukinumab wurden mit Stand 2014 insgesamt 3 Fälle von Morbus Crohn und 3 Fälle von Colitis ulcerosa unter Behandlung mit Secukinumab beobachtet. Die Inzidenzrate liegt nach Angabe des Herstellers bei jeweils 0,1 je 100 Patientenjahre.

### Gegenanzeigen
Eine absolute Kontraindikation besteht bei klinisch relevanten, aktiven Infektionen wie beispielsweise einer aktiven Tuberkulose. Eine relative Kontraindikation besteht während Schwangerschaft und Stillzeit sowie bei Patienten mit einer chronisch-entzündlichen Darmerkrankung. Bei einer relativen Kontraindikation soll die Behandlung nur durchgeführt werden, wenn sie im konkreten Einzelfall voraussichtlich mehr nützt als schadet.

### Wechselwirkungen mit anderen Medikamenten
Es sind keine Wechselwirkungen zwischen Secukinumab und anderen Medikamenten bekannt.
Bei der gleichzeitigen Anwendung von anderen Immunsuppressiva und Secukinumab ist jedoch Vorsicht geboten.
Die entzündungshemmende Wirkung von Secukinumab kann die CYP450-Spiegel beeinflussen und könnte daher mit CYP450-abhängigen Medikamenten interagieren, insbesondere mit solchen mit einem engen therapeutischen Bereich wie Warfarin.
Lebendimpfstoffe sollten nicht gleichzeitig mit Secukinumab angewendet werden, sondern entweder mindestens 1 Monat vor Therapiebeginn oder frühestens 2 Monate nach Ende oder Unterbrechung der Therapie. Impfungen mit Totimpfstoffen hingegen sind unter Behandlung ohne weiteres möglich. Zum Schutz vor manchen Krankheiten stehen sowohl Lebend- als auch Totimpfstoffe zur Verfügung, darunter Herpes Zoster, Influenza und Typhus.

### Anwendung während Schwangerschaft und Stillzeit
Frauen im gebärfähigen Alter sollen während und für mindestens 20 Wochen nach der Behandlung eine zuverlässige Verhütungsmethode anwenden. Es gibt allerdings keine Hinweise auf eine Reproduktionstoxizität von Secukinumab. Daten zu Schwangerschaften, die unter Therapie mit Secukinumab auftraten, deuten nicht auf eine höhere Anzahl von angeborenen Fehlbildungen oder von Fehlgeburten als in der Gesamtbevölkerung hin. Dennoch soll aus Vorsichtsgründen eine Anwendung von Secukinumab in der Schwangerschaft vermieden werden.
Die Anwendung von Secukinumab während der Stillzeit ist nicht zugelassen.
Es gibt keine Hinweise darauf, dass Secukinumab die Fruchtbarkeit beeinträchtigt.

### Besondere Patientengruppen
Bei Patienten mit einer chronischen Infektion oder einer rezidivierenden Infektion in der Vorgeschichte sollte Secukinumab mit Vorsicht angewendet werden. Bei klinisch relevanten, aktiven Infektionen besteht eine Kontraindikation. Vor Beginn einer Therapie mit Secukinumab sollten eine Tuberkulose und mögliche Infektionen mit Hepatitis B oder Hepatitis C sowie bei Vorliegen entsprechender Risikofaktoren auch HIV oder weitere chronische Infektionen abgeklärt werden.
Für Patienten mit Psoriasis und gleichzeitiger Herzinsuffizienz, koronarer Herzkrankheit (KHK) oder latenter bzw. behandelter Tuberkulose gelten Secukinumab und bestimmte andere Wirkstoffe gemäß Leitlinie als geeignete Mittel.
Für Patienten mit einer chronisch-entzündlichen Darmerkrankung wie Colitis ulcerosa oder Morbus Crohn wird die Behandlung mit Secukinumab oder anderen IL-17A-Inhibitoren wie Ixekizumab und Brodalumab nicht empfohlen.

## Pharmakologische Eigenschaften

### Wirkungsmechanismus
Secukinumab ist ein rekombinanter, vollständig humaner monoklonaler IgG1/κ-Antikörper, der in CHO-Zellen produziert wird. Secukinumab bindet und neutralisiert das proinflammatorische (entzündungsfördernde) Zytokin Interleukin-17A (IL-17A). Dadurch werden Prozesse unterdrückt, die durch IL-17A vermittelt werden, darunter bestimmte Entzündungs- und Immunreaktionen.
IL-17A spielt eine wichtige Rolle bei der Entstehung von Plaque-Psoriasis, Psoriasis-Arthritis und axialer Spondyloarthritis. Bei Plaque-Psoriasis ist es in den betroffenen Hautbereichen hochreguliert. Bei axialer Spondyloarthritis ist die Anzahl IL-17-produzierender Zellen erhöht.

### Aufnahme und Verteilung im Körper
Die mittlere Eliminationshalbwertszeit wird auf 27 Tage geschätzt und liegt in einem Bereich von 18 bis 46 Tagen. Der maximale Plasmaspiegel (Cmax) wird bei monatlicher Einnahme nach etwa 20 Wochen erreicht.